# Guipeci
Der Guipeci ist ein osttimoresischer Berg im Suco Lebos (Verwaltungsamt Lolotoe, Gemeinde Bobonaro). Sein Gipfel befindet sich im Nordwesten der Aldeia Mabelis. Er hat eine Höhe von 1073 m. Nördlich fließt der Phicigi, südöstlich liegt der Berg Maubesi (1112 m). Nördlich des Flusses erhebt sich der Taswa (1301 m).